# Sotiel Coronada
Sotiel Coronada es una localidad española de la provincia de Huelva, perteneciente al municipio de Calañas. Históricamente ha estado ligada al yacimiento minero homónimo, cuya explotación alcanzó su apogeo entre los siglos XIX y XX bajo iniciativa de empresas extranjeras.

## Descripción
La localidad se encuentra en el término municipal onubense de Calañas, en la comunidad autónoma de Andalucía. Tuvo su origen en las actividades mineras (pirita) iniciadas en el siglo XIX en la zona, en torno a las cuales se desarrolló el núcleo de población actual, si bien existían asentamientos y explotaciones previas. En 2018 contaba con 217 habitantes. Está situada a 103 metros de altitud. Junto a la localidad discurre el río Odiel.

## Monumentos
- Ermita de Nuestra Señora de la Coronada
- Ermita de Santa María de España